# Japan Ice Hockey League 1974/75
Die Saison 1974/75 war die neunte Spielzeit der Japan Ice Hockey League, der höchsten japanischen Eishockeyspielklasse. Meister wurde zum ersten Mal in der Vereinsgeschichte überhaupt der Kokudo Ice Hockey Club. Topscorer mit 29 Punkten wurde Hitoshi Wakabayashi von Meister Kokudo.

## Modus
In der Regulären Saison absolvierte jede der sechs Mannschaften insgesamt zehn Spiele. Der Erstplatzierte nach der Regulären Saison wurde Meister. Für einen Sieg erhielt jede Mannschaft zwei Punkte, bei einem Unentschieden einen Punkt und bei einer Niederlage null Punkte.

## Reguläre Saison

### Tabelle
|    | Team                                | GP | W | L | T | GF | GA | Pts |
| -- | ----------------------------------- | -- | - | - | - | -- | -- | --- |
| 1. | Kokudo Ice Hockey Club              | 10 | 8 | 1 | 1 | 63 | 22 | 17  |
| 2. | Seibu Prince Rabbits                | 10 | 7 | 2 | 1 | 51 | 16 | 15  |
| 3. | Ōji Eagles                          | 10 | 6 | 4 | 0 | 76 | 37 | 12  |
| 4. | Iwakura Ice Hockey Club             | 10 | 6 | 4 | 0 | 45 | 32 | 12  |
| 5. | Jūjō Papaer Kushiro Ice Hockey Club | 10 | 1 | 9 | 0 | 20 | 76 | 2   |
| 6. | Furukawa Ice Hockey Club            | 10 | 1 | 9 | 0 | 25 | 97 | 2   |

GP = Spiele, W = Siege, L = Niederlagen, T = Unentschieden

### Toptorschützen
|    | Spieler             | Team   | Tore |
| -- | ------------------- | ------ | ---- |
| 1. | Tsuyoshi Azuma      | Ōji    | 17   |
| 2. | Hitoshi Wakabayashi | Kokudo | 16   |
| 3. | Syuji Yamauchi      | Kokudo | 14   |
| 3. | Sadaki Honma        | Ōji    | 14   |
| 5. | Takao Hikigi        | Ōji    | 12   |

## Auszeichnungen
- Most Valuable Player – T. Omary, Kokudo Ice Hockey Club
- Rookie of the Year – Yoshio Hoshino, Kokudo Ice Hockey Club

## All-Star-Team
| Tor          | Takeshi Iwamoto (Kokudo)     | Takeshi Iwamoto (Kokudo)     | Takeshi Iwamoto (Kokudo) | Takeshi Iwamoto (Kokudo) | Takeshi Iwamoto (Kokudo) | Takeshi Iwamoto (Kokudo) |
| Verteidigung | T. Omary (Kokudo)            | T. Omary (Kokudo)            | T. Omary (Kokudo)        | Tokuo Itoh (Kokudo)      | Tokuo Itoh (Kokudo)      | Tokuo Itoh (Kokudo)      |
| Sturm        | Hitoshi Wakabayashi (Kokudo) | Hitoshi Wakabayashi (Kokudo) | Syuji Yamauchi (Kokudo)  | Syuji Yamauchi (Kokudo)  | Yoshio Hoshino (Kokudo)  | Yoshio Hoshino (Kokudo)  |